# Partula hyalina
Partula hyalina es una especie de molusco gasterópodo de la familia Partulidae en el orden de los Stylommatophora.

## Distribución geográfica
Es endémica de las islas de la Sociedad e introducida en otros archipiélagos cercanos como las islas Australes y las islas Cook, en la Polinesia.